# HFE
HFE (англ. Hemochromatosis) – білок, який кодується однойменним геном, розташованим у людей на короткому плечі 6-ї хромосоми. Довжина поліпептидного ланцюга білка становить 348 амінокислот, а молекулярна маса — 40 108.
| 10         |  | 20         |  | 30         |  | 40         |  | 50         |
| ---------- |  | ---------- |  | ---------- |  | ---------- |  | ---------- |
| MGPRARPALL |  | LLMLLQTAVL |  | QGRLLRSHSL |  | HYLFMGASEQ |  | DLGLSLFEAL |
| GYVDDQLFVF |  | YDHESRRVEP |  | RTPWVSSRIS |  | SQMWLQLSQS |  | LKGWDHMFTV |
| DFWTIMENHN |  | HSKESHTLQV |  | ILGCEMQEDN |  | STEGYWKYGY |  | DGQDHLEFCP |
| DTLDWRAAEP |  | RAWPTKLEWE |  | RHKIRARQNR |  | AYLERDCPAQ |  | LQQLLELGRG |
| VLDQQVPPLV |  | KVTHHVTSSV |  | TTLRCRALNY |  | YPQNITMKWL |  | KDKQPMDAKE |
| FEPKDVLPNG |  | DGTYQGWITL |  | AVPPGEEQRY |  | TCQVEHPGLD |  | QPLIVIWEPS |
| PSGTLVIGVI |  | SGIAVFVVIL |  | FIGILFIILR |  | KRQGSRGAMG |  | HYVLAERE   |

A: Аланін

C: Цистеїн

D: Аспарагінова кислота

E: Глутамінова кислота

F: Фенілаланін

G: Гліцин

H: Гістидин

I: Ізолейцин

K: Лізин

L: Лейцин

M: Метіонін

N: Аспарагін

P: Пролін

Q: Глутамін

R: Аргінін

S: Серин

T: Треонін

V: Валін

W: Триптофан

Задіяний у таких біологічних процесах, як транспорт іонів, транспорт заліза, транспорт, альтернативний сплайсинг. 
Білок має сайт для зв'язування з іоном заліза. 
Локалізований у клітинній мембрані, мембрані.